# Alfred Werner
Alfred Werner (Mulhouse, 12 de dezembro de 1866 — Zurique, 15 de novembro de 1919) foi um químico suíço.
Estudou na Universidade de Karlsruhe, Universidade de Zurique e Paris. Foi professor do Collège de France em Paris entre 1890 e 1891, do Instituto Federal de Tecnologia de Zurique em 1892 e professor de química orgânica da Universidade de Zurique em 1895, ano em que obteve a nacionalidade suíça.
Sua obra científica mais importante se refere à estereoquímica dos compostos de nitrogênio. Em 1893 enunciou a teoria da coordenação ou das valências residuais, deste modo descobrindo os isômeros de muitas combinações metálicas.
Por suas contribuições ao desenvolvimento da estereoquímica recebeu o Nobel de Química de 1913. Foi o primeiro a receber um Prêmio Nobel pela química inorgânica, e o único até 1973.

## Obras
- "Beiträge zur Theorie der Affinität und Valeur, Lehrbuch der Stereochemie", 1904.
- "Ueber die Konstitution und Konfiguration von Verbindungen höherer Ordnung", 1914.